# Nicoleta-Ancuța Bodnar

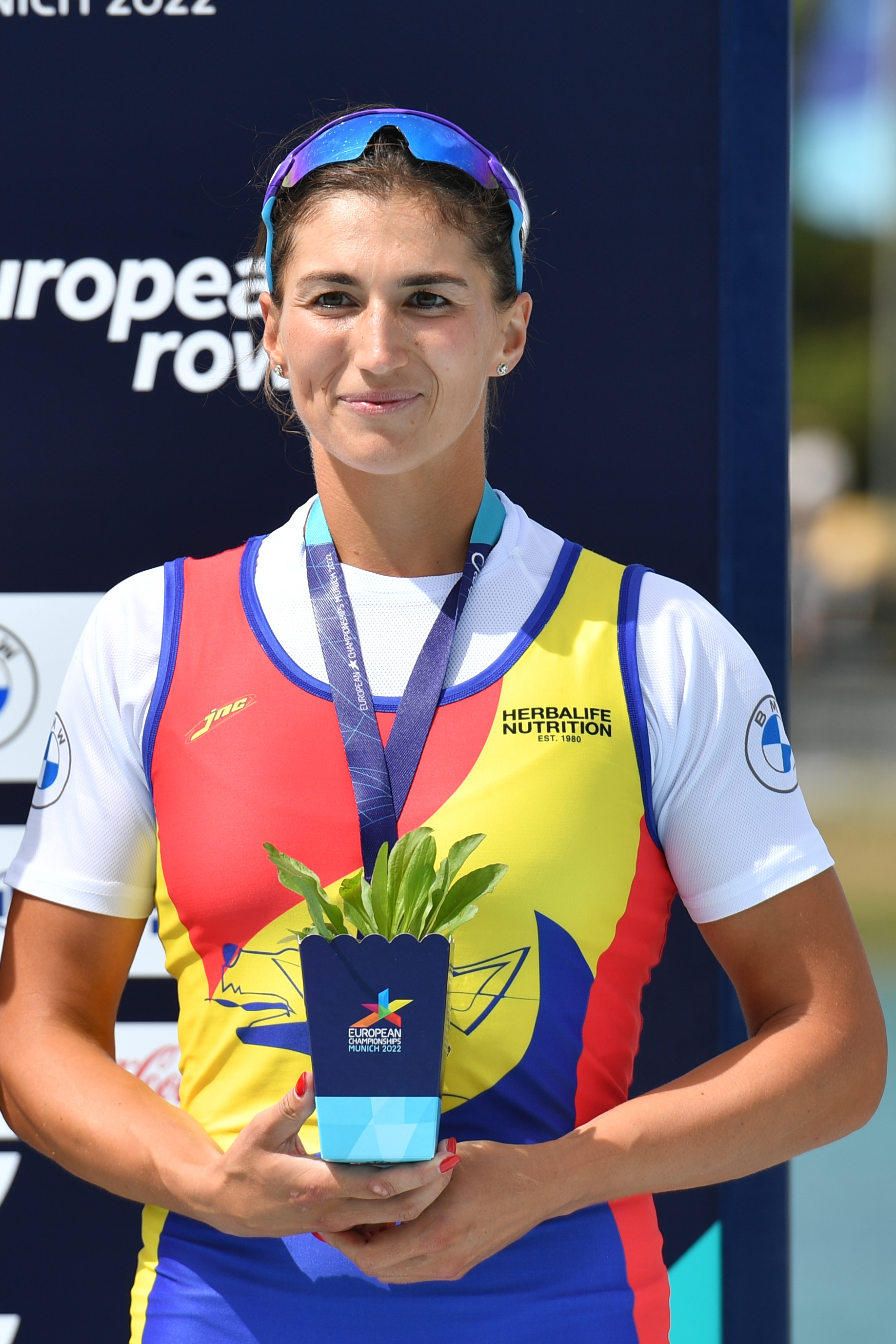
Bodnar, 2022 bei der Siegerehrung in München

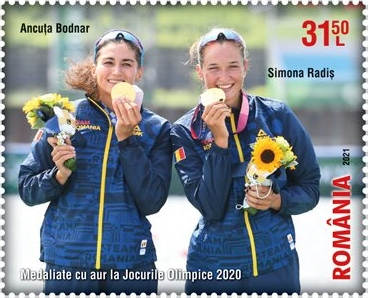
Ancuța Bodnar (links) und Simona Radiș (rechts) auf einer rumänischen Briefmarke von 2021

Nicoleta-Ancuța Bodnar (* 25. September 1998 in Vatra Moldoviței im Kreis Suceava) ist eine rumänische Ruderin und zweifache Olympiasiegerin.

## Sportliche Karriere
Nicoleta-Ancuța Bodnar belegte bei den Junioren-Weltmeisterschaften 2014 den fünften Platz und 2015 den siebten Platz jeweils im Doppelvierer. 2016 wurde sie zusammen mit Simona Geanina Radiș Vierte im Doppelzweier bei den Junioren-Europameisterschaften, bei den Junioren-Weltmeisterschaften war sie Sechste mit dem Achter.
2017 war sie mit dem Doppelvierer Siebte bei den Europameisterschaften in Račice u Štětí. Bei den U23-Weltmeisterschaften 2017 belegte sie den vierten Platz mit dem Doppelvierer. Im September gewann sie bei den U23-Europameisterschaften den Titel im Doppelvierer. 2018 war sie im Doppelzweier Achte der U23-Weltmeisterschaften und gewann bei der U23-Europameisterschaft den Titel. 2019 gewann sie zusammen mit Simona Geanina Radiș die Silbermedaille bei den Europameisterschaften in Luzern hinter dem deutschen Boot. Beim Weltcup-Finale siegten die Rumäninnen vor Australien und Kanada. Im August gewannen bei den Weltmeisterschaften in Linz-Ottensheim die Neuseeländerinnen vor den Rumäninnen. Zum Saisonabschluss gewannen sie die Goldmedaille bei den U23-Europameisterschaften. Bei den Europameisterschaften 2020 gewannen die beiden Rumäninnen den Titel im Doppelzweier. Diesen Titel konnten die beiden bei den Europameisterschaften 2021 erfolgreich verteidigen. Bei den Olympischen Spielen in Tokio gewannen die Rumäninnen die Goldmedaille mit fast vier Sekunden Vorsprung auf die Neuseeländerinnen Brooke Donoghue und Hannah Osborne.
Bei den Europameisterschaften 2022 in München siegten Simona Radiș und Ancuța Bodnar im Doppelzweier. Beide ruderten auch im rumänischen Achter, mit dem sie ebenfalls den Titel gewannen. Einen Monat später bei den Weltmeisterschaften in Račice u Štětí siegten Radiș und Bodnar im Doppelzweier mit drei Sekunden Vorsprung vor den Niederländerinnen. 2023 gewannen Radiș und Bodnar sowohl bei den Europameisterschaften in Bled als auch bei den Weltmeisterschaften in Belgrad. 2024 gewann der rumänische Achter bei den Europameisterschaften in Szeged vor den Britinnen. Im Doppelzweier wurden Bodnar und Radiș Dritte hinter den Booten aus Norwegen und aus Litauen. Drei Monate später bei den Olympischen Spielen in Paris siegten im Doppelzweier die Neuseeländerinnen vor den beiden Rumäninnen. Im Achterwettbewerb führten die Rumäninnen vom Start bis ins Ziel und siegten vor den Kanadierinnen und dem britischen Achter.